# دانييلي جيورجيني
دانييلي جيورجيني (بالإيطالية: Daniele Giorgini)‏ مواليد 24 أبريل 1984 في سان بينيدتو دل ترونتو، إيطاليا، هو لاعب كرة مضرب إيطالي بدأ مسيرته كمحترف سنة 2003 يلعب باليد اليمنى. أعلى تصنيف له في الفردي كان المركز الـ 242 في سنة 2010. أعلى تصنيف له في الزوجي كان المركز الـ 143 في سنة 2004.

## النهائيات

### الزوجي: 12 (5-7)
| الحصيلة | الرقم | التاريخ (النهائي) | الدورة          | الأرضية | الشريك         | المنافس في النهائي      | النتيجة  |
| الفوز   | 12.   | 11 سبتمبر 2010    | براشوف، رومانيا | ترابية  | فلافيو تشيبولا | أندريه سيامك رادو ألبوت | 6–3, 6–4 |

## روابط خارجية
- دانييلي جيورجيني على موقع رابطة محترفي التنس (الإنجليزية)
- دانييلي جيورجيني على موقع الاتحاد الدولي لكرة المضرب (الإنجليزية)
- دانييلي جيورجيني على موقع خلاصة التنس.كوم (الإنجليزية)